# Liberty (musikalbum)
Liberty är ett musikalbum med den brittiska gruppen Duran Duran utgivet 1990. Skivan blev en flopp vid sin release och det blev för första gången i bandets historia ingen turné i samband med skivsläppet. Två singlar släpptes ifrån albumet: Violence Of Summer (Love's Taking Over) och Serious varav den senare har blivit en stor favorit bland bandets fans i efterhand.

## Låtlista
1. Violence Of Summer (Love's Taking Over)
2. Liberty
3. Hothead
4. Serious
5. All Along The Water
6. My Antarctica
7. First Impression
8. Read My Lips
9. Can You Deal With It?
10. Venice Drowning
11. Downtown

## B-Sidor
- Throb
- Yo Bad Azzizi
- Waterbabies

## Medverkande
- Simon Le Bon - sång
- Nick Rhodes - keyboards
- John Taylor - basgitarr
- Warren Cuccurullo - gitarr
- Sterling Campbell - trummor